# Патронимия
Патрони́мия (греч. patronymía — наименование по отцу, от patér — отец и ónyma — имя) — форма общественного устройства, свойственная патриархально-родовому строю. Представляет собой группу семей, больших или малых, образовавшихся в результате разрастания и сегментации одной патриархальной семейной общины, сохраняющих в той или иной мере и форме хозяйственное, общественное и идеологическое единство и носящих общее патронимическое, то есть образованное от собственного имени главы разделившейся семьи, наименование.
Впервые выделена в 1931 советским учёным М. О. Косвеном и изучена им.
Наименование, чаще всего, по имени своего основателя (общего предка, который может быть реальным или даже мифическим).
Патронимия в одних случаях — результат успешного разрастания одной патриархальной семейной общины, а в других случаях — результат объединения по признакам дальнего родства по причине укрепления общественных отношений свойственных родовому строю.
Патронимия существовала у подавляющего большинства народов мира. Продолжительное время сохранялась у многих народов Кавказа, Средней Азии.
В каждом народе патронимия имела своё обозначение, например у восточных марийцев — «урмат», а у горных марийцев — «вырлык».
Патронимия имела в своей основе право коллективного владения и пользования общинной землей.
Внутри патронимий могут возникать новые, дочерние патронимии.
У разных народов патронимия имела свои незначительные отличия, но главными принципами (признаками) были:
- коллективное владение землей, что существенно уменьшало и делало невозможным развитие частного права, следовательно вызывало коллективное владение скотом, орудиями труда, оружием и т. д.;
- примат коллективных интересов над частными (индивидуальными);
- коллективное обеспечение безопасности интересов всей патронимии.

Например в Италии в средние века в официальных документах имени было недостаточно, и всегда уточнялось, к какому семейству человек принадлежит, причём уточняющим атрибутом было имя главы семейства.